# ライフジェム
ライフジェムとは人間やペットの遺灰、遺骨から合成ダイヤモンドを製作する会社である。
日本では2004年初頭に日本支社が設立され2005年に日本において法人化(会社法人等番号　0104-01-056966)されたが、現在は休眠会社となっている。大阪南船場にある同一名称の会社法人(会社法人等番号 1200-01-179619)は2013年9月に新規起業したものであり、資本関係はない代理店である。
2001年にグレッグ・ヘロ、ラスティー・バンデンビーセンにより設立され、イリノイ州に本社を構えるInternational research and recoveryが正式社名である。

## 工程
遺灰や遺骨中の炭素は天然炭素と結合されて抽出され、浄化の後黒鉛化される。黒鉛はダイヤモンド成長装置に投入され、ダイヤモンドは科学者チームにより温度勾配法といわれる製法で製造される。この製法では合金を融剤とし、5.0–6.0 Gpaの圧力、1,600–2,000℃の気温化で合成が行われる。
ラウンド、ラディアント、ブリリアントの3種類のスタンダードカットが提供されているが、その他のカットも可能である。完成したダイヤにはレーザー刻印が施され（メッセージは別途料金）、宝石鑑定書が添付される。